# NGC 7180
NGC 7180 ist eine linsenförmige Galaxie vom Hubble-Typ S0 im Sternbild Wassermann am Südsternhimmel. Sie ist schätzungsweise 59 Millionen Lichtjahre von der Milchstraße entfernt.
Das Objekt wurde am 11. September 1787 von William Herschel entdeckt.